# Afida Turner
Afida Turner (nata Hafidda Messaï; Auchel, 22 dicembre 1976) è una cantautrice, attrice e produttrice discografica francese.
Nel 2007 ha sposato il musicista Ronnie Turner, figlio di Ike Turner e Tina Turner. Nel 2011, ha fatto un ritorno musicale con i singoli Come With Me, seguito da Born an Angel, tratto dal suo album Paris-Hollywood.
Turner ha recitato in diversi film, tra cui Shut Up and Shoot! (2006), The Sweep (2008), Single Black Female (2009), Visions Interdites (2011) e Lumière Noire (2018).

## Biografia
Afida Turner è nata a Auchel, in Francia. Suo padre era algerino e sua madre di La Réunion. Quando aveva due anni, suo padre picchiò a morte sua madre. Ha vissuto con famiglie affidatarie fino all'età di 16 anni. Ha poi lavorato come commessa nel prêt-à-porter e una volta è stata assunta dal lounge-bar parigino Buddha Bar.
Negli anni '90, ha iniziato la carriera di cantante, pubblicando la canzone Crazy About You nel 1998. Ha attirato l'attenzione del pubblico e dei media nel 2002 apparendo nella seconda stagione di  Loft Story, un reality show, come Lesly.
Nel 2002, Turner ha firmato con Sony Music e ha pubblicato il suo primo album chiamato Rock Attitude sotto il nome di Lesly Mess.
Turner è apparsa in tre film, Shut Up and Shoot! (2006), The Sweep (2008) e Single Black Female (2009).
Nel 2011, ha pubblicato il suo secondo album intitolato Paris-Hollywood, incluso il singolo di grande successo Come With Me. Successivamente è apparsa come guest star e ospite di vari programmi TV francesi.
Nel 2013, ha recitato nel film Visions Interdites.
Nel 2018, ha recitato nel film drammatico Lumière Noire di Enguerrand Jouvin.
Nel 2022, ha anche recitato nella commedia Requiem pour une conne, che debutterà il 17 gennaio 2022.

## Vita personale
Ha avuto una relazione con Coolio durata due anni e anche con il pugile americano Mike Tyson. Nel 2007 ha sposato il musicista Ronnie Turner, figlio di Ike e Tina Turner. Ha iniziato a usare il nome Afida Turner.

## Filmografia

### Film
- 2006: Shut Up and Shoot! come Fifi Belmondo
- 2008: The Sweep come Bank Manager
- 2009: Single Black Female come Blue
- 2013: Visions Interdites come la cantante
- 2018: Black Light come ginecologoa

### TV
- 2000: H
- 2002: Loft Story
- 2009 Criminal Minds (stagione 4, episodio 25)
- 2014: Una cena quasi perfetta M6
- 2015: rivista Nrj 12
- 2017: rivista Nrj 12
- 2020: Touche Pas à Mon Poste

### Video musicali
- 2003: Shut Up cameo (Black Eyed Peas)

## Discografia

### Album
- 2003: Rock Attitude (2003)
- 2011: Paris Hollywood (2011)

### Singles
- 1998: Crazy About You
- 2002: Pas celle que tu crois/ Tu mens
- 2002: Vilaine fille
- 2003: Repose au paradis/ Je t'ai en moi
- 2011: Come with me
- 2014: Born an angel

## Sceneggiature
- 2022: Requiem pour une conne: Inna Star

## Altro
- 2002: Biografia del libro: Mio padre ha ucciso mia madre di Michel Lafon editions.
- 2016: Afida Turner (fragranza)
- 2016: MuchCouture by Afida Turner (linea abbigliamento e costumi da bagno)
- 2019: Collezioni di gioielli Afida Turner di Stephano Andolfi